# نبردناو کلاس مونتانا
نبردناو کلاس مونتانا (به انگلیسی: Montana-class battleship) یک کلاس از کشتی است که طول آن ۹۲۰ فوت ۶ اینچ (۲۸۰٫۵۷ متر) می‌باشد.